# ماه چوچک بیگم
ماه چوچک بیگم – مرگ حدود ۱۵۶۴ - از زنان امپراتوری گورکانی بود. او همسر نصیرالدین همایون بود.
او زنی مقتدر بود و حتی در دوره ای صبه دار کابل را اخراج کرد و خود بر کابل حکومت کرد. او.حتی لشکر خود را داشت و با منعم خان در جلال‌آباد جنگید.